# Echinopsis meyeri
Echinopsis meyeri là một loài thực vật có hoa trong họ Cactaceae. Loài này được Heese mô tả khoa học đầu tiên năm 1907.